# 意涵藝術
2004年，臺灣藝術家文森結合幻想與潛意識表現的西方超現實主義和"中國式超現實"(道家物我概念)主張，自創"意涵藝術"（英语：Metaphor Art）創作理念，此創作主張欲以東方藝術語彙與技巧，使用有形的物象來表達人們無形的思考或意念;技巧上以多種物體來組構作品型態，進而傳遞作品整體的意境，相關創作有「中國女性的影像」、「新品種」、「影子」等。